# Palpoctenidia elegans
Palpoctenidia elegans là một loài bướm đêm trong họ Geometridae.